# Pherne paralleliaria
Pherne paralleliaria là một loài bướm đêm trong họ Geometridae.